# Куинс
Куи́нс (англ. Queens /kwiːnz/) — самое большое по территории (280 км²) и второе по населению после Бруклина боро Нью-Йорка. Расположено на острове Лонг-Айленд и омывается Атлантическим океаном. Это самая неоднородная по этническому составу часть города.
В Куинсе находится Международный аэропорт имени Джона Кеннеди, а также аэропорт «Ла-Гуардия». В Куинсе базируется бейсбольная команда «Нью-Йорк Метс», проходит Открытый чемпионат США по теннису.
По обзорам Американского общества, с 2005 года иммигранты составляют 47,6 % жителей Куинса. С населением в 2,3 миллиона человек это второй по количеству жителей округ Нью-Йорка (после Бруклина) и 10-й по плотности населения округ в Соединённых Штатах. Если бы каждый район Нью-Йорка стал независимым городом, то Бруклин и Куинс стали бы третьим и четвёртым городами по численности населения в США, уступая Лос-Анджелесу и Чикаго.
Район традиционно считается одним из более «пригородных» районов Нью-Йорка, окрестности в восточном Куинсе больше напоминают окрестности округа Нассау в штате Нью-Йорк в своей северо-западной части. В боро имеется несколько деловых кварталов, таких как Лонг-Айленд-Сити на береговой линии Куинса напротив Манхэттена.

## История
Старейшие жилые микрорайоны Куинса — Флашинг и Джамейка — возникли 300 лет назад. Первыми поселенцами Куинса были британские и нидерландские колонисты. Они пришли на эту землю в 1635 году. Именно они основали поселки Маспет (Maspeth) в 1642 году и Флашинг в 1643-м.
Другие ранние поселения включали и поселок Ньютаун (ныне — Элмхерст) и посёлок Джамейка. Однако эти городки были населены поселенцами из Новой Англии через восточную часть острова Лонг-Айленд (округ Саффолк). Вся эта часть земли была подчинена голландским законам. После того как в 1664 году вся эта земля была завоевана англичанами наряду со всем Лонг-Айлендом, она была переименована в Нью-Йорк как часть Йоркшира.
До того, как Куинс в 1898 году вошёл в состав Нью-Йорка, он состоял из ряда небольших посёлков, разделённых обширными лесопарковыми массивами и пляжами.
Начиная с 1920-х годов в Куинсе быстрыми темпами шла урбанизация, хотя некоторые микрорайоны всё же сохранили свой исконный облик. Лонг-Айленд-Сити близ Ист-Ривер — центр лёгкой промышленности. Форест-Хилс — фешенебельный жилой микрорайон.

## Смежные округа
- Бронкс (Нью-Йорк)
- Округ Нассо (штат Нью-Йорк)
- Бруклин (Нью-Йорк)
- Манхэттен (Нью-Йорк)
- Статен-Айленд (Нью-Йорк)

## Административное деление
Почтовая служба Соединенных Штатов делит район на пять «городов», по аналогии с тем, как разделен сам Нью-Йорк на 5 районов: Лонг-Айленд-Сити, Джамейка, Флашинг, Фар-Рокавей; кроме того, часть Куинса обслуживается почтовым отделением Флорал-Парк, расположенным в округе Нассо.

## Экономика
Экономика района основана на промышленности, туризме и торговле. На берегах бухты Джамейка находится Международный аэропорт имени Джона Кеннеди, который является лидером по международным перевозкам. Аэропорт занимает ведущие позиции по пассажирскому и грузовому потоку из-за рубежа на территорию Соединённых Штатов. На реке Ист-Ривер находится аэропорт «Ла Гуардия», осуществляющий рейсы на восток Северной Америки. В Куинсе возрождается кинопроизводство: Kaufman Studios располагается в Астории и Silvercup Studios в Лонг-Айленд-Сити, где производятся телевизионные шоу, например «Улица Сезам».
Музей искусств Куинса и нью-йоркский Зал науки расположены западнее. Во Флашинг-Медоус–Корона-парке в 1939 и 1964 годах располагались Всемирные выставки, здесь находится USTA National Tennis Center, на котором проводится ежегодный Открытый чемпионат США по теннису. Стадион «Сити-Филд», который принадлежит бейсбольной команде «Нью-Йорк Метс», находится на севере USTA National Tennis Center. Парк отдыха является третьим по величине в Нью-Йорке, занимая площадь 5 км², что на треть больше, чем площадь Центрального парка на Манхэттене.
Несколько крупных компаний имеют своё представительство в Куинсе, такие как часовая корпорация «Bulova», базируемая в Ист-Элмхерсте; корпорация по выпуску музыкальных инструментов «Steinway & Sons» на Лонг-Айленд-Сити, JetBlue Airways — авиалинии, базирующиеся в Международном аэропорту имени Кеннеди, что находится на Forest Hills.
Лонг-Айленд-Сити — главный производственный и представительский центр района. Здесь находится представительство китайско-американских, корейско-американских фирм. Джамейка же является больше главным транспортным центром района.

## Население
Согласно Обзору Американского общества в 2009 году в Куинсе проживали:
- 46,1 % — белые американцы (среди которых 30,2 % неиспаноязычные)
- 26,9 % — испаноязычные и латиноамериканцы
- 18,8 % — афроамериканцы (среди которых 17,6 % неиспаноязычные)
- 22,0 % — азиатские американцы
- 2,4 % — многонациональные американцы
- 0,5 % — коренные американцы[3]

Приблизительно 46,6 % населения иностранного происхождения. Примерно 2,1 % населения родились в Пуэрто-Рико, на американской территории, или за границей в семьях американских родителей. Кроме того, 51,2 % населения родились в Соединённых Штатах. Приблизительно 44,2 % населения более чем 5 лет говорят на английском языке; для 23,8 % родным является испанский язык. Кроме того, 16,8 % населения говорит на других индоевропейских языках. Ещё 13,5 % говорят на азиатских языках.
По переписи 2000 года, в Куинсе проживают 2 229 379 человек (537 690 семей), 782 664 домашних хозяйства. Плотность населения — 7879,6/км² (20 409,0/кв. ми). Было 817 250 жилищных единиц в средней плотности 2888,5/км² (7481,6/кв. ми).
Расовый состав округа:
- 44,08 % — белые
- 24,97 % — испаноязычные и латиноамериканцы
- 20,01 % — афроамериканцы и африканцы
- 17,56 % — азиаты
- 6,11 % — представители двух различных рас
- 0,50 % — коренные американцы
- 0,06 % — гавайцы или представители с островов Океании
- 11,68 % — различные другие расы

| Год  | Население |
| ---- | --------- |
| 1900 | 152 999   |
| 1910 | 284 041   |
| 1920 | 469 042   |
| 1930 | 1 079 129 |
| 1940 | 1 297 634 |
| 1950 | 1 550 849 |
| 1960 | 1 809 578 |
| 1970 | 1 987 174 |
| 1980 | 1 891 325 |
| 1990 | 1 951 598 |
| 2000 | 2 229 379 |
| 2009 | 2 306 712 |

В Куинсе компактно проживают несколько этнических общин. Греки осели в Астории, латиноамериканцы — в Джэксон-Хайтс и Короне, афроамериканцы — в Джамейке, бухарские евреи — в Риго-Парке. В конце 1970 — начале 1980-х годов в Куинсе поселились иммигранты из Индии, Пакистана, Карибского бассейна и Кореи. Многие обитатели Куинса живут в частных домах на одну-две семьи, построенных в основном после Первой мировой войны. Вместе с тем в последние десятилетия в связи с ростом численности населения увеличилось число многоэтажных жилых зданий. Большинство жителей Куинса принадлежит к категории «белых воротничков», причём значительная их часть работает в Манхэттене.

## Религия
- Католики — 644 066 и 106 религиозных общин
- Иудеи — 238 000 и 159 религиозных общин
- Мусульмане — 52 038 и 31 религиозная община
- Греко-православные — 16 959 и 8 религиозных общин
- Баптисты — 14 695 и 33 религиозные общины
- Все религиозные — 1 072 693 и 882 религиозные общины
- Все население — 1 411 006[6]

## Транспорт
Район имеет большую важность в транспортной инфраструктуре города. Два из трех аэропортов нью-йоркской агломерации расположены здесь: Ла-Гуардия расположен на севере Куинса, а Международный аэропорт имени Джона Кеннеди — на юге залива Джамейки. Специальная железная дорога обеспечивает сообщение между аэропортом имени Кеннеди и метрополитеном Нью-Йорка.
Пригородная Железная дорога Лонг-Айленда управляется 20 станциями в Куинсе, с обслуживанием на Манхэттене, Бруклине и Лонг-Айленде. На станции Джамека соединяются все пути, эта станция — самая загруженная станция в США.
Двенадцать маршрутов нью-йоркского метрополитена пересекают Куинс, образуя 81 станцию на семи главных линиях. A, G, J/Z линии соединяют Куинс и Бруклин без первичного захода на Манхэттен; F, N, Q и R соединяют Куинс и Бруклин через Манхэттен; E, 7 соединяют только Куинс и Манхэттен.
Приблизительно 100 местных автобусных маршрутов перемещают людей в пределах Куинса, и ещё курсируют 15 специальных экспресс-маршрутов между Куинсом и Манхэттеном. Обслуживаются «New York City Transit buses» и «MTA Bus Company».
Куинс пересечен тремя большими шоссе с востока на запад. Скоростная автомагистраль Лонг-Айленда начинается из Куинс-Мидтаун-Туннель на западе и уходит через округ Нассо на восток. Центральный бульвар, западная конечная остановка которого — мост памяти Роберта Ф. Кеннеди, идет на восток до границы Куинса/Нассо, где её сменяет Северный бульвар. Белт-Паркуэй начинается в Скоростной автомагистрали Гованус в Бруклине и расширяется на восток в Куинс, проходя трек Акведук и аэропорт имени Кеннеди. На его восточном конце, на границе Куинса/Несо, он разделяется на Южный бульвар, который идет на восток и Пересекающийся островной бульвар, который тянется на север.
Также есть несколько главных шоссе с севера на юг: скоростная автомагистраль Бруклина-Куинса (Автомагистраль между штатами 278), скоростной магистрали Ван-Уика (Автомагистраль между штатами 678), скоростная автомагистраль Клирвью (Автомагистраль между штатами 295) и пересекающийся островной бульвар.

## Спорт
В Куинсе находился «Шей Стадиум», домашний стадион команды «Нью-Йорк Метс» из Главной лиги бейсбола, и «Нью-Йорк Джетс» из Национальной футбольной лиги, также он являлся временным стадионом для «Нью-Йорк Янкис» и «Нью-Йорк Джайентс». «Шей Стадиум» был разрушен в 2008 году, чтобы предоставить дополнительную парковку для нового стадиона «Сити-Филд», который в настоящее время является домом «Нью-Йорк Метс». Игры открытого чемпионата США по теннису проходят в Национальном теннисном центре имени Билли Джин Кинг, находящегося к югу от «Сити-Филд», во Флашинг-Медоус–Корона-парке. В Куинсе также расположен велотрек Акведук, находящийся в Озон-Парке.

## Водное сообщение
Куинс соединён с Бронксом Белокаменным мостом, мостом Трогс Нек, мостом памяти Роберта Ф. Кеннеди и мостом Хелл-Гейт. Куинс связан с Манхэттеном мостом памяти Роберта Ф. Кеннеди, мостом Куинсборо и Тоннелем Куинс — Мидтаун; с островом Рузвельт — мостом острова Рузвельт.

## Публичная библиотека
Публичная библиотека Куинса — одна из трех систем библиотек Нью-Йорка. Её зарождение датируется 1858 годом, сейчас она одна из самых больших библиотечных систем в США. Выделенная из нью-йоркской публичной библиотеки, она составляет 63 отделения по всему городу. В 2008 году в архивах библиотеки насчитывалось 6,6 миллиона единиц хранения.